# Liste der Kulturdenkmäler in Bettingen (Eifel)
In der Liste der Kulturdenkmäler in Bettingen sind alle Kulturdenkmäler der rheinland-pfälzischen Ortsgemeinde Bettingen aufgeführt. Grundlage ist die Denkmalliste des Landes Rheinland-Pfalz (Stand: 27. Juni 2022).

## Denkmalzonen
| Bezeichnung                      | Lage                       | Baujahr                   | Beschreibung | Bild            |
| -------------------------------- | -------------------------- | ------------------------- | --- | --------------- |
| Denkmalzone Burgruine Bettingen  | Burgstraße Lage            | Ende des 13. Jahrhunderts | Ruine der wohl von den Herren von Falkenstein errichteten Burg Bettingen, Ausbau wohl gegen Ende des 13. Jahrhunderts; turmartiger Mauerklotz, Reste von Schild- und Ringmauer, Reste der inneren Bebauung mit ergänztem Dreiviertelrundturm    | Fotos hochladen |
| Denkmalzone Wüstung Altbettingen | nordöstlich des Ortes Lage |                           | ehemaliger Wohn- und Wehrplatz, bis ins 17. Jahrhundert genutzt; größtenteils von Wald und Buschwerk überwachsene Rasenfläche mit Resten von Umfassungs- und Gebäudemauern, in der Nordostecke Turmruine, möglicherweise früherer Wehrkirchturm | Fotos hochladen |

## Einzeldenkmäler
| Bezeichnung                         | Lage                                   | Baujahr                              | Beschreibung | Bild                           |
| ----------------------------------- | -------------------------------------- | ------------------------------------ | --- | ------------------------------ |
| Katholisches Pfarrhaus              | Barzengasse 1 Lage                     | erstes Viertel des 18. Jahrhunderts  | Putzbau mit gekuppelten Fenstern, erstes Viertel des 18. Jahrhunderts; Spolien: Fenstersturz, bezeichnet 1768, an einem Nebengebäude zwei Rotsandstein-Masken                                      | Fotos hochladen                |
| Wegekreuz                           | Burgstraße, vor Nr. 5 Lage             | letztes Viertel des 18. Jahrhunderts | reich verziertes Schaftkreuz, Luxemburger Sandstein, letztes Viertel des 18. Jahrhunderts | Fotos hochladen                |
| Vogtshaus                           | Burgstraße 25 Lage                     | Ende des 16. Jahrhunderts            | ehemaliges Vogtshaus (?); Umfassungsmauern und Treppenturm, Ende des 16. Jahrhunderts, Umbau mit Scheune und Stall, erste Hälfte des 19. Jahrhunderts, Ökonomieanbauten, Ende des 19. Jahrhunderts | Fotos hochladen                |
| Wegekreuz                           | Burgstraße, bei Nr. 30 Lage            | 16. Jahrhundert                      | Wegekreuz; Schaft aus dem 16. Jahrhundert, Aufsatzkreuz mit jüngerem, schmiedeeisernem Kreuz | BW                             |
| Wegekreuz                           | Gluckstraße, an Nr. 22 Lage            | 1573                                 | Nischenkreuz, bezeichnet 1573 | Fotos hochladen                |
| Hofanlage                           | Maximinstraße 5 und 6 Lage             | erste Hälfte des 19. Jahrhunderts    | Nr. 5: Flurküchenhaus, bezeichnet 1829; Nr.: 6 Einhaus, erste Hälfte des 19. Jahrhunderts | BW                             |
| Wegekreuz                           | Maximinstraße, bei Nr. 17 Lage         | 1587                                 | reich skulptiertes Rotsandsteinkreuz, spätgotische Anklänge, bezeichnet 1587 | Fotos hochladen                |
| Katholische Pfarrkirche St. Maximin | Maximinstraße 19 Lage                  | 1899                                 | Turm, bezeichnet 1899, Architekt Josef Kleesattel, Düsseldorf; dreischiffige Hallenkirche, 1953, Architekt Friedrich, Trier, im Kern von 1899; mit Ausstattung                                     | weitere Bilder Fotos hochladen |
| Hofanlage                           | Maximinstraße 20 Lage                  | 17. Jahrhundert                      | Streckhof, um 1900, im Kern aus dem 17. Jahrhundert; Wohnhaus, historisierender Jugendstil, um 1900, Architekt Baumeister Wadle, Bettingen                                                         | Fotos hochladen                |
| Wohnhaus                            | Maximinstraße 21 Lage                  | 1900                                 | großvolumiger späthistoristischer Rotsandstein- bzw. Putzbau, bezeichnet 1900, Architekt Baumeister Wadle, Bettingen                                                                               | Fotos hochladen                |
| Hofanlage                           | Mühlenweg 2 Lage                       | 1795                                 | Winkelhof; Wohnhaus, bezeichnet 1795 | Fotos hochladen                |
| Hofanlage                           | Mühlenweg 5 Lage                       | 1799                                 | Wohnhaus mit Kniestock, bezeichnet 1799, Scheune bezeichnet 1892; ortsbildprägend | Fotos hochladen                |
| Hofanlage                           | Tränkstraße 6 Lage                     | erste Hälfte des 19. Jahrhunderts    | Winkelhof, wohl vor der Mitte des 19. Jahrhunderts, Backhaus jünger | BW                             |
| Türgewände                          | nordöstlich der Stadt am Altenhof Lage | 1807                                 | klassizistische Türrahmung, bezeichnet 1807 | BW                             |